# Vanamõisa (Tõrva)
Vanamõisa (Duits: Althof) is een plaats in de Estlandse gemeente Tõrva, provincie Valgamaa. De plaats heeft de status van dorp (Estisch: küla).
Tot in oktober 2017 hoorde het dorp bij de gemeente Põdrala. In die maand werd Põdrala bij de gemeente Tõrva gevoegd.

## Bevolking
Het dorp had 26 inwoners op 31 december 2011 en 30 inwoners op 31 december 2021.

## Ligging
De rivier Õhne loopt over een korte afstand langs de oostgrens van het dorp.

## Geschiedenis
Vanamõisa werd in 1668 voor het eerst genoemd onder de naam Altdorff. In 1797 was dat Althof geworden. Althof was een ‘semi-landgoed’ (Duits: Beigut, Estisch: poolmõis), een landgoed dat deel uitmaakt van een groter landgoed, in dit geval Abenkat (Leebiku). Na de onteigening door het onafhankelijk geworden Estland in 1919 duurde het tot 1932 voordat de nederzetting op het voormalige semi-landgoed onder de naam Mäeküla als dorp werd erkend.
In 1977 werd Mäeküla samengevoegd met het buurdorp Raudsepani, dat trouwens een andere geschiedenis kende. Het lag niet op het landgoed van Leebiku, maar op dat van Lõve. Het nieuwe dorp kreeg de naam Vanamõisa.